# Монолит Покотиа
Моноли́т Поко́тиа (исп. Monolito de Pokotia) — каменная статуя, найденная в местности под названием Покотия (исп. Pokotia), расположенной в 10 километрах к югу от археологического комплекса Тиуанако (Боливия).

## Общие сведения
Монолит Покотиа был найден во время раскопок 4 января 2002 г. группой исследователей из 9 человек под руководством Бернардо Биадоса (англ. Bernardo Biados). Это произошло в местности под названием Покотия (исп. Pokotia), расположенной в 10 километрах к югу от археологического комплекса Тиуанако (Боливия). Когда-то здесь существовал крупный религиозный центр, имевший оракула по имени Путаки (англ. Putaki).
Монолит Покотиа расколот на три части — около ног и шеи. В настоящее время фрагменты стянуты проволокой. Лицо статуи пострадало особенно сильно. Сохранились изображения элементов одежды. Из них отдельно можно выделить то, что обычно считают набедренной повязкой, стилизованные перчатки и обувь, похожую на сапоги.

## Интерпретации
Исследователи Бернардо Биадос и Фредди Арсе изучили надписи, найденные спереди и сзади монолита. Надписи были истолкованы американским эпиграфистом и сторонником афроцентристского исторического ревизионизма Клайдом Уинтерсом как протошумерское пиктографическое письмо.
Заявления Клайдa Уинтерсa вызвали несколько противоречий в археологическом мире. В частности, некоторые археологи заявили, что шумеры (которых Уинтерс считает чернокожими) не могли попасть в современную Боливию.

## Текущее состояние
Монолит Покотиа хранится в Музее драгоценных металлов — «Музее Золота» (исп. Museo de Metales Preciosos «Museo de Oro») Ла-Паса, который специализируется на предметах цивилизации Тиуанако.